# Hindås kyrka
Hindås kyrka är en kyrkobyggnad i Härryda kommun. Den tillhör Björketorps församling i Göteborgs stift.

## Kyrkobyggnaden
Kyrkan uppfördes 1912 på privat initiativ under ledning av grosshandlaren Gustaf von Reis. Byggmästare var bröderna Albin och Carl Wilhelm Gustafsson från Sandhults socken, som uppförde kyrkan efter ritningar utförda av Axel Stenberg. Jugendstilen harmonierar med den övriga äldre bebyggelsen i Hindås. Fram till 1965 förvaltades kyrkan av Hindås kyrkostiftelse, varefter den överlämnades åt församlingen. 
Det högresta taket med långa sparrar sträcker sig ända ner i marken. Väggarna är låga och stöttas av strävor. De trettiotvå fönstren ger en ljus interiören. Vid västgaveln finns en takryttare med en hög, avsmalnande spira med kyrkklocka. Invändigt finns flera stora fondmålningar. Kyrkorummet är orienterat i nord-sydlig riktning med huvudingången i norr, koret i söder och med sakristian vid korets östra sida. Vid dess motsatta sida finns en mindre gång, som leder dels till församlingshemmet som uppfördes 1944 och dels till en sidoingång utifrån. 
Vid den stora renoveringen 1960 fick man förstärka de utskjutande takstolarna som vilar på utvändiga stenfundament.

## Inventarier
- Koret har framträdande målningar med en altartavla, som målats direkt på väggen, och en större tavla över koret. Båda är utförda 1923 av den tyske konstnären Ernst Pfannschmidt.
- I sakristian finns ett skulpterat Kristushuvud utfört av Agnes de Frumerie.

### Orgel
Den första orgeln var av tyskt fabrikat och installerades 1923. Den byttes 1975 ut mot en ny, tillverkad av Smedmans Orgelbyggeri, med ljudande fasad och femton stämmor fördelade på två manualer och pedal.